# Sig-Noghin
Ne doit pas être confondu avec Signoghin.
Sig-Noghin est une commune située dans le département de Zabré de la province de Boulgou dans la région du Centre-Est au Burkina Faso.